# 萨利纳斯 (米纳斯吉拉斯州)
萨利纳斯是巴西米纳斯吉拉斯州的一个市镇。总面积1891.33平方公里，总人口37370人，人口密度19.8人/平方公里。